# Пони (провинция)
Пони (фр. Poni) — одна из 45 провинций Буркина-Фасо. Находится в Юго-Западном регионе, столица провинции — Гауа. Площадь Пони — 7365 км².
Население по состоянию на 2006 год — 254 371 человек.

## Административное деление
Пони подразделяется на 10 департаментов, из которых 1 город и 9 коммун:
- Гауа
- Бурум-Бурум
- Бусера
- Джигуи
- Гбомблора
- Кампти
- Лоропени
- Мальба
- Нако
- Перигбан